# Piper popayanense
Piper popayanense är en pepparväxtart som beskrevs av C. Dc.. Piper popayanense ingår i släktet Piper och familjen pepparväxter. Inga underarter finns listade i Catalogue of Life.